# Oldendorf (Luhe)
Oldendorf (Luhe) é um município da Alemanha localizado no distrito de Lüneburg, estado da Baixa Saxônia.
Pertence ao Samtgemeinde de Amelinghausen.